# Giuseppe Ovio
Giuseppe Pietro Luigi Ovio, nobile di Sicilia (Polcenigo, 7 marzo 1863 – Roma, 10 dicembre 1957) è stato un medico e politico italiano.
Chirurgo oculista, docente nelle università di Siena, Modena, Genova e Padova, in quest'ultima città ha diretto la clinica oculistica ed è stato anche assessore comunale. Ha presieduto la Società oftalmologica italiana e la fondazione per gli studi oftalmologici e per la profilassi oculare, e per alcuni anni ha collaborato con l'ufficio sanitario centrale delle Ferrovie dello Stato.